# 39 Eridani
39 Eridani, som är stjärnans Flamsteed-beteckning, är en vid dubbelstjärna belägen i den norra delen av stjärnbilden Eridanus, som också har Bayer-beteckningen A Eridani. Den har en kombinerad skenbar magnitud på ca 4,87 och är svagt synlig för blotta ögat där ljusföroreningar ej förekommer. Baserat på parallaxmätning inom Hipparcosuppdraget på ca 13,5 mas, beräknas den befinna sig på ett avstånd på ca 240 ljusår (ca 74 parsek) från solen. Den rör sig bort från solen med en heliocentrisk radialhastighet av ca 7 km/s. 
år.

## Egenskaper
Primärstjärnan 39 Eridani A är en orange till gul jättestjärna av spektralklass K3 III, som har förbrukat förrådet av väte i dess kärna och utvecklats bort från huvudserien. Den är möjligen en supermetallrik stjärna som visar ett stort överskott av järn jämfört med solen. Den har en massa som är ca 1,8 solmassor, en radie som  är ca 12 solradier och utsänder ca 81 gånger mera energi än solen från dess fotosfär vid en effektiv temperatur av ca 4 600 K.
Följeslagaren, 39 Eridani B, är en stjärna i huvudserien av skenbar magnitud 8,68 och av spektralklass G2 V. Den har en radie som är 1,15 gånger solens radie och lyser med 1,37 gånger solens ljusstyrka vid en effektiv temperatur på 5 816 K.